# Olaf Harder
Olaf Harder (* 29. Mai 1941 in Oberammergau) war Rektor der Fachhochschule Konstanz, heute HTWG Konstanz, von 1980 bis 2006. Er war zum Zeitpunkt des Amtswechsels dienstältester Rektor Deutschlands.

## Leben
Harder war Mitglied des Wissenschaftsrats und im Vorstand der Rektorenkonferenz. Er ist darüber hinaus Mitglied zahlreicher Strukturkommissionen, Beiräte und internationaler Gremien gewesen. Auf seine Initiative hin wurde 1985 das Technologiezentrum Konstanz, sowie 1999 die Internationalen Bodensee-Hochschule (IBH) gegründet. Unter der Ägide von Olaf Harder wurde die Fachhochschule Konstanz 2004 vom Stifterverband für die Deutsche Wissenschaft als beste Hochschule in der Weiterbildung ausgezeichnet, 2005 erhielt sie den baden-württembergischen Landesforschungspreis.
2001 wurde Harder mit dem Bundesverdienstkreuz am Bande für seine Verdienste um die deutschen Hochschulen geehrt. Besonders verdient gemacht hat er sich beim Prozess der deutschen Einigung mit der Etablierung der Fachhochschulen in den neuen Bundesländern.
Professor Olaf Harder ging am 31. Mai 2006 in den Ruhestand. Er wurde 2006 mit dem Ehrenring der Stadt Konstanz und mit dem Großen Verdienstzeichen des Landes Vorarlberg, Österreich, ausgezeichnet. Er wurde zum Honorarprofessor des Moskauer Energetischen Instituts ernannt.
Er ist Mitbegründer der Swiss German University – Asia (SGU).